# YPF
La YPF, acronimo di Yacimientos Petrolíferos Fiscales, è una compagnia energetica argentina specializzata nello sfruttamento, nell'esplorazione, nella lavorazione, nella distribuzione e nella vendita del petrolio e dei suoi derivati. La società ha una struttura azionaria mista, con lo Stato argentino che possiede il 51% delle azioni e il restante 49% quotato alle Borse di Buenos Aires e New York.

## Storia

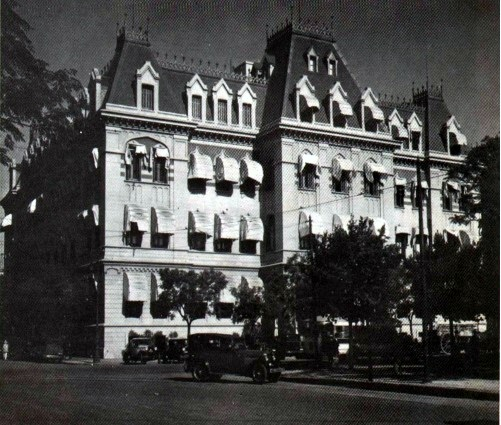
La prima sede di YPF al 922 di Paseo Colón a Buenos Aires.

Il 13 dicembre 1907, nei pressi della cittadina di Comodoro Rivadavia, nel territorio nazionale del Chubut, fu scoperto il primo giacimento di petrolio in Argentina. Tre anni più tardi il presidente argentino José Figueroa Alcorta istituì la Dirección General de Explotación del Petróleo de Comodoro Rivadavia per regolamentare le compagnie petrolifere straniere che si erano insediate nell'area di Comodoro Rivadavia ed avevano iniziato a scavare pozzi in cerca dell'oro nero.
La Dirección General de Yacimientos Petrolíferos Fiscales fu stata creata dallo Stato argentino con decreto del 3 giugno 1922, al termine della presidenza di Hipólito Yrigoyen. Con la fondazione di YPF, l'Argentina è stato il secondo Paese al mondo, dopo l'Unione Sovietica, a possedere una compagnia petrolifera statale verticalmente integrata.
Il 19 ottobre 1922, pochi giorni dopo la nomina di Marcelo Torcuato de Alvear a Presidente dell'Argentina, Enrique Mosconi fu nominato Direttore generale di YPF, dove rimase per otto anni, dedicando grandi sforzi per incrementare l'esplorazione e lo sviluppo dell'estrazione di petrolio.
YPF acquistò la sua prima petroliera negli Stati Uniti nel 1923 e costruì non solo diversi impianti di estrazione, ma anche intere città, come Comodoro Rivadavia nella provincia di Chubut, Caleta Olivia nella provincia di Santa Cruz, Plaza Huincul nella provincia di Neuquén e General Mosconi nella provincia di Salta. Sostenuta dalla produzione dei giacimenti di Comodoro Rivadavia, l'azienda produsse 2,2 milioni di barili nel suo primo anno di attività (1922); ciò rappresentava oltre tre quarti della produzione nazionale e quasi un quarto del consumo di petrolio dell'Argentina in quell'anno. I contratti firmati nel 1923 con Bethlehem Steel permisero a YPF di iniziare la produzione di benzina e cherosene.
Mosconi, che in precedenza era stato responsabile della divisione aeronautica dell'Esercito, propose a Joaquín Corvalán, governatore della provincia di Salta, lo sfruttamento del petrolio salteño da parte della YPF, offrendo il 13% di royalties al governo provinciale. Corvalán però, in accordo con la compagnia statunitense Standard Oil of New Jersey, rifiutò la proposta di Mosconi, facendo riferimento al concetto di "autonomia provinciale". Questo rifiuto portò Mosconi ad orientarsi in favore della nazionalizzazione delle forniture di petrolio per rafforzare l'indipendenza dell'Argentina. YPF inaugurò la prima pompa di paraffina il 22 febbraio 1923 a Buenos Aires; tre mesi dopo ne furono installate altre sei. Il 20 giugno installata la prima pompa di benzina per veicoli. L'industriale Torcuato Di Tella si occupò della sua produzione, quando iniziò lo sfruttamento del petrolio nella provincia di Salta. Nel 1933 fu scoperto il petrolio a Tranquitas.
La prima raffineria di petrolio della YPF fu inaugurata nel dicembre 1925 a La Plata, ed era all'epoca la decima più grande del mondo. Secondo Mosconi, ciò provocò l'inizio della "mobilitazione di ogni tipo di resistenza e di ostacoli" da parte dei trust petroliferi, in particolare della Standard Oil, che era una delle compagnie straniere più influenti in Argentina, possedendo alcuni giacimenti a Comodoro Rivadavia, Jujuy e Salta.
Il primo edificio di YPF fu progettato dal Dipartimento Tecnico nel settembre 1936 e inaugurato nel 1938, sulla Diagonal Norte, tra le calles Esmeralda e Cangallo (dal 1984 chiamata Tte. Gral. Perón) a Buenos Aires.

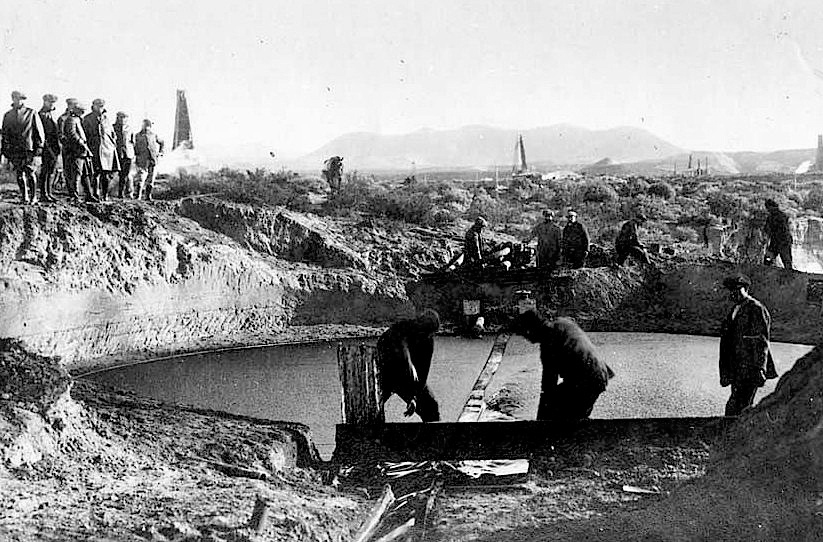
Lavoratori di YPF mentre scavano un pozzo nella provincia di Chubut.

Il 28 settembre 1928 la Camera dei Deputati approvò una legge che istituiva un monopolio statale sul petrolio. Il monopolio, tuttavia, non era assoluto, essendo limitato all'esplorazione, allo sfruttamento e al trasporto del petrolio, ma escludendo la vendita e l'importazione. Le imprese private si opposero al progetto di legge, rifiutandosi di pagare una royalty del 10%. Il progetto di legge fu appoggiato dal presidente Alvear, ma alla fine fu bloccato dai conservatori del Senato.
La nazionalizzazione del petrolio divenne un tema importante della campagna elettorale di Yrigoyen del 1928, anche se i radicali concentrarono le loro critiche sulla Standard Oil, astenendosi invece dall'attaccare gli interessi dell'Impero britannico, a cui l'economia argentina era storicamente legata.
Nel maggio 1929, dopo la vittoria di Yrigoyen alle elezioni del 1928, la YPF, ancora diretta da Mosconi, ridusse i prezzi del petrolio, diventando il petrolio più economico del mondo e aumentando notevolmente le vendite della YPF rispetto alle compagnie private concorrenti, costringendole ad abbassare anch'esse i prezzi. Mosconi ridusse anche il prezzo del cherosene e dei prodotti agrochimici per contribuire allo sviluppo delle regioni interne dell'Argentina. Nel 1929 YPF produceva 5,5 milioni di barili e, sebbene la sua quota di produzione nazionale fosse scesa al 58% (dal 77% del 1923) a causa del forte aumento della produzione di Esso e Royal Dutch Shell nel Chubut, l'azienda copriva ormai un terzo del mercato petrolifero nazionale. Una partnership con il distributore Auger & Co. siglata nel 1925 portò a una rete di oltre 700 stazioni di servizio che vendevano 178 milioni di litri (47 milioni di galloni) entro il 1930 - una quota di mercato del 18%. I ricavi della società nel 1930 raggiunsero i 25 milioni di dollari.
Il 30 dicembre 1929 fu creato l'Istituto del Petrolio (Instituto del Petróleo), diretto da Ricardo Rojas, rettore dell'Università di Buenos Aires. Prevedendo conflitti con le compagnie private statunitensi, Mosconi propose un accordo con la compagnia statale sovietica Amtorg, che avrebbe dovuto consentire all'Argentina di importare 250.000 tonnellate di petrolio all'anno, pagate con il commercio di cuoio, lana, tannino e montone. L'accordo doveva essere ufficializzato nel settembre 1930, insieme alla completa nazionalizzazione delle risorse petrolifere, ma il 6 settembre 1930 Yrigoyen fu deposto da un colpo di stato militare guidato dal generale José Félix Uriburu e il progetto fu ritirato.

### Dagli anni trenta agli anni sessanta

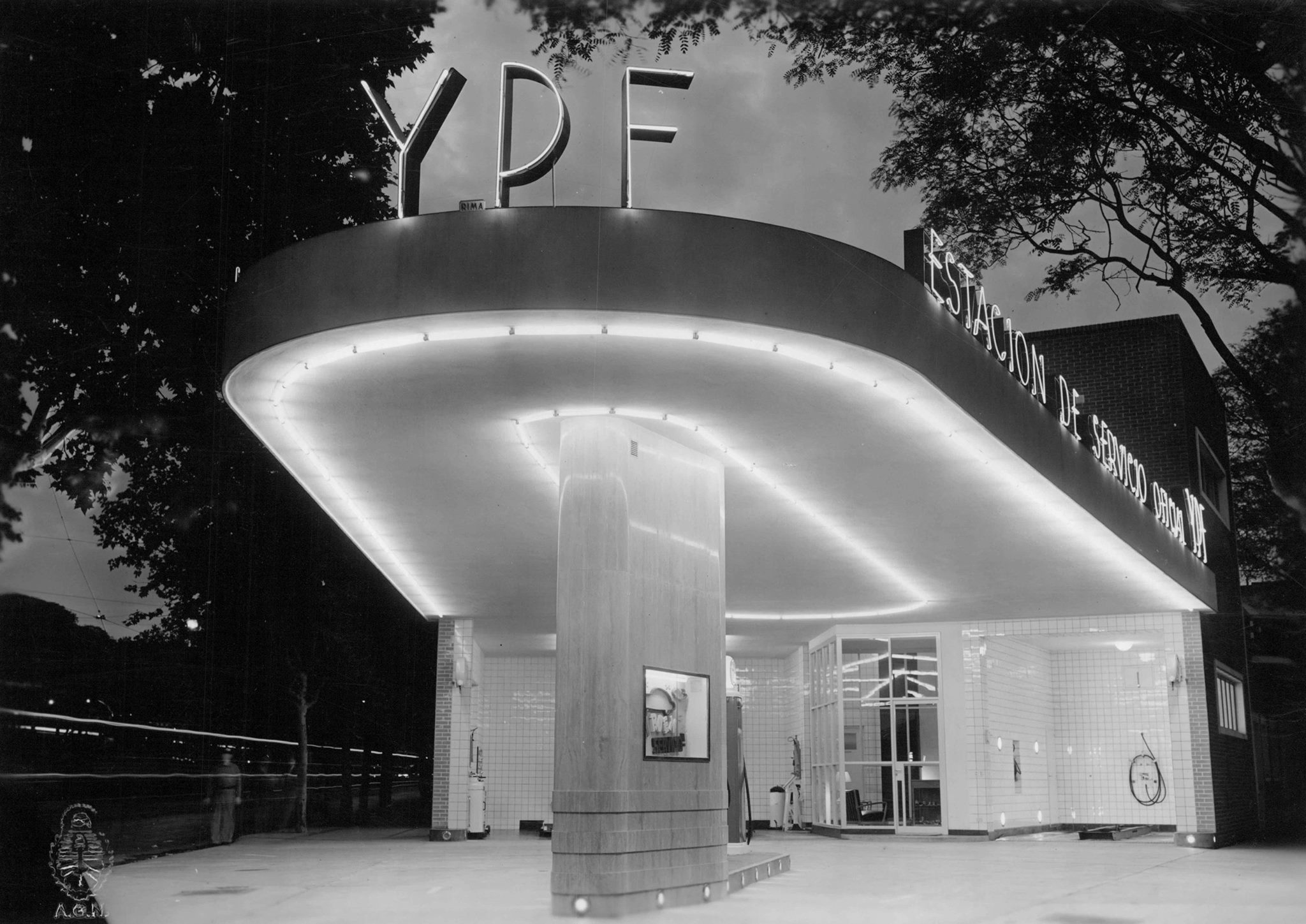
Una stazione di servizio di YPF a Buenos Aires nel 1951.

Il colpo di stato fu promosso, tra gli altri, dalla Standard Oil, i cui interessi nella provincia di Salta e nella vicina Bolivia erano in conflitto con quelli della YPF. Il successivo regime della Concordancia, tuttavia, sostenne la YPF e il suo ruolo di principale rivenditore di derivati di petrolio della nazione fu rafforzato da un accordo del 1936 con l'Automóvil Club Argentino (ACA) per rifornire una catena di stazioni di servizio dell'ACA. La produzione di petrolio da parte di YPF continuò a crescere e presto eclissò la produzione privata: da poco più di 5 milioni di barili (37% del totale) nel 1934, la produzione crebbe fino a 15 milioni nel 1945 (67%). YPF promosse anche lo sfruttamento delle ingenti risorse di gas naturale dell'Argentina. Nel 1941 iniziò invece lo sfruttamento del bacino carbonifero di Río Turbio.
Su iniziativa del direttore della compagnia, Julio Canessa, il presidente Juan Domingo Perón ordinò che il gas sprigionato dall'estrazione del petrolio dell'YPF fosse catturato e venduto da un'azienda di Stato, fondando così nel 1946 la consociata Gas del Estado ("Gas di Stato"). Il primo compressore di gas della nazione e quello che all'epoca era il gasdotto più lungo del mondo furono completati nel 1949, portando a un aumento di cinquanta volte della produzione di gas naturale. La produzione di petrolio di YPF superò i 25 milioni di barili (84% del totale della nazione) nel 1955.

Vecchio logo di YPF.

Questo guadagno fu però in parte compensato da un calo del 40% della produzione del settore privato, cosicché la produzione petrolifera complessiva aumentò solo di un terzo durante il decennio peronista, mentre il consumo annuale quasi raddoppiò a 70 milioni di barili. L'approvvigionamento petrolifero della nazione passò così dal 60% nazionale nel 1945 al 60% importato nel 1954. Nel 1955 le importazioni di petrolio raggiunsero i 300 milioni di dollari, pari a oltre un quarto delle importazioni totali di merci. Perón aveva fatto del nazionalismo economico un punto centrale della sua politica. Alla YPF fu concessa l'esenzione dalle forti tariffe di importazione del petrolio imposte alle imprese private e l'articolo 40 della Costituzione del 1949 prevedeva la nazionalizzazione di tutte le risorse energetiche e minerarie. Il deterioramento del deficit petrolifero spinse tuttavia Perón a corteggiare gli investimenti stranieri nel settore già nel 1947, quando YPF firmò un contratto di perforazione petrolifera con l'impresa statunitense Drilexco. Il totale delle esplorazioni raddoppiò e furono sviluppate importanti riserve nella provincia di Salta. Nel 1955 fu firmata una più controversa joint venture con la Standard Oil of California per la produzione di 56 milioni di barili all'anno. Queste iniziative furono osteggiate da gran parte dell'Esercito, dall'opposizione radicale e, tra gli altri, dal direttore di YPF Canessa, che fu così licenziato. L'impresa si concluse dopo il rovesciamento di Perón a settembre.
Il presidente Arturo Frondizi, già critico nei confronti dei contratti Drilexco e Standard Oil, nel 1958 promulgò politiche che concedevano alle imprese straniere contratti di affitto di nuovi pozzi da parte di YPF per promuovere l'esplorazione e la produzione. Parte fondamentale della politica economica sviluppista avanzata da Frondizi, questa politica fu attuata con l'avvertenza che le stesse risorse di petrolio e gas sarebbero state rinazionalizzate. Furono firmati tredici contratti con aziende, in gran parte statunitensi, in base ai quali ogni contraente avrebbe guadagnato il 40% dei ricavi prodotti dai nuovi pozzi. La produzione privata, che era praticamente cessata, crebbe fino a diventare un terzo del totale. La stessa YPF ne beneficiò grazie a una bonanza di royalties, che finanziò investimenti record. Questi a loro volta portarono al raddoppio della produzione di YPF a 65 milioni di barili; includendo il settore privato, la produzione petrolifera argentina arrivò quindi quasi a triplicare a 98 milioni di barili nel 1962 e, nonostante l'aumento del consumo, le importazioni scesero ad un sesto della domanda totale.
Questi contratti crearono una controversia, definita dallo stesso Frondizi "battaglia del petrolio", e furono infine annullati dal presidente Arturo Illia nel 1963 per il timore che YPF fosse privata di un adeguato ritorno per i suoi investimenti di esplorazione. Tra le imprese straniere che avevano partecipato alle gare d'appalto del 1958, rimase così solo l'Amoco. Le cancellazioni costarono 50 milioni di dollari di indennizzi, anche se si rivelarono fortuite dopo la scoperta del giacimento di Puesto Hernández da parte della compagnia nel 1965. Puesto Hernández, situato vicino a Rincón de los Sauces, nella provincia di Neuquén, fu in seguito dichiarato "capitale nazionale dell'energia", poiché all'epoca possedeva circa la metà delle riserve argentine di petrolio e gas naturale. Questa scoperta permise alla produzione di YPF di aumentare del 50% tra il 1965 e il 1968, raggiungendo i 95 milioni di barili, e la sua quota di produzione petrolifera nazionale passò da due terzi a tre quarti. Nuovi contratti per la concessione di giacimenti petroliferi furono promulgati nel 1967 dal dittatore Juan Carlos Onganía, con l'obiettivo di raggiungere l'autosufficienza petrolifera entro il 1975. Riacquistando il monopolio sulle importazioni di petrolio nel 1971 (che ancora si aggiravano in media intorno ai 15 milioni di barili), YPF mantenne la maggioranza della produzione (75%), della raffinazione e della distribuzione (60%) del petrolio in Argentina. Nel 1977 l'azienda gestiva 7 raffinerie e 3.000 stazioni di servizio, mentre la produzione raggiungeva i 118 milioni di barili.

### Il declino
Durante la terza presidenza di Perón (1973-1974) la compagnia assunse 20.000 dipendenti (YPF ne impiegava 53.000 nel 1976). Tuttavia, quest'aumento di assunzioni coincise anche con lo shock petrolifero del 1973 e i 470 milioni di dollari di costi aggiuntivi per l'importazione di petrolio si combinarono con l'aumento dei salari per cancellare i profitti nel 1974, mentre la produzione diminuì leggermente. La dittatura del Processo di riorganizzazione nazionale presiedette inizialmente a una rivitalizzazione e a una razionalizzazione di YPF. La produzione aumentò del 20% e le finanze aziendali migliorarono inizialmente dopo un'ondata di licenziamenti che riportò i livelli di occupazione a circa 35.000 unità nel 1979.
Tuttavia, il governo militare era apertamente ostile alla posizione di primo piano di YPF nell'industria petrolifera. L'azienda perse denaro ogni anno dopo il 1975 e nel 1981 era indebitata per 4,1 miliardi di dollari. Le perdite di YPF derivavano, almeno in gran parte, da decisioni politiche al di fuori del suo controllo. La giunta militare infatti mantenne i prezzi del petrolio ben al di sotto dell'inflazione, con la conseguenza che i costi sono aumentati più rapidamente delle entrate. Inoltre, YPF ha dovuto sostenere un onere fiscale estremamente gravoso: il 68,4% delle sue entrate è stato versato sotto forma di imposte al governo nazionale e provinciale, oltre che a una lunga serie di agenzie statali, tra cui il Fondo nazionale per l'energia, il Consiglio autostradale nazionale e il Fondo stradale provinciale. Un'altra grave emorragia derivava dall'incapacità di altre imprese statali, come Ferrocarriles Argentinos e la compagnia aerea di bandiera Aerolíneas Argentinas, di pagare interamente e puntualmente il carburante a YPF. Questi conti intergovernativi rappresentavano il 20% delle vendite di YPF ed erano in arretrato anche di dieci anni. La politica fiscale del governo militare ha seguito la stessa strada dei suoi predecessori civili, una strada che considerava YPF come una comoda fonte di fondi per alleviare il cronico e grave deficit fiscale del Paese.
La morte in un incidente in elicottero del direttore dell'azienda, Raúl Ondarts, e la nomina del generale Guillermo Suárez Mason nel 1981 furono seguite da un periodo di mala gestione. In quanto capo del Primo Corpo d'Armata, reparto colpevole di numerose atrocità durante la guerra sporca, Suárez Mason installò molti dei suoi colleghi della linea dura dell'Intelligence militare in posizioni manageriali all'interno di YPF. Questi a loro volta dirottarono grandi quantità di carburante nella società Sol Petróleo, di recente costituzione del direttore, una società fittizia utilizzata da Suárez Mason e dai suoi incaricati per l'appropriazione indebita e per dirottare fondi ai Contras e all'organizzazione neofascista P2 (di cui il direttore faceva parte).
Suárez Mason fece contrarre a YPF ingenti prestiti non solo per coprire tale spoliazione di asset, ma anche per volere del ministro dell'Economia José Alfredo Martínez de Hoz, la cui politica di deregolamentazione finanziaria richiedeva un forte aumento del debito estero per essere mantenute. I debiti di YPF aumentarono così di 142 volte durante il mandato di Suárez Mason, al termine del quale, nel 1983, la società registrò una perdita di 6 miliardi di dollari (la più grande al mondo all'epoca).
YPF rimase comunque la 365esima azienda al mondo, con un fatturato di oltre 4 miliardi di dollari nel 1992. Il presidente argentino Carlos Menem avviò la privatizzazione di YPF attraverso un'offerta pubblica di vendita (IPO) alla borsa di New York e ad altre borse il 28 giugno 1993, per un valore di 3 miliardi di dollari per azioni pari a una quota del 45% della società. Nei 18 mesi precedenti l'IPO, YPF è stata sottoposta a un massiccio processo di ristrutturazione guidato dal nuovo amministratore delegato José Estenssoro, nominato dal presidente Menem. Il personale di YPF è stato ridotto da 52.000 a 10.600 unità attraverso licenziamenti concordati con i sindacati e l'esternalizzazione dei servizi a società fondate da ex dipendenti di YPF durante il processo di ristrutturazione. Il risultato finanziario della società passò da una perdita di circa 1 miliardo di dollari nel 1991 (anche se il sistema contabile dell'epoca non era in grado di calcolare con precisione il profitto effettivo) a un profitto di 1 miliardo di dollari nel 1993, e il valore di YPF passò da circa 2 miliardi di dollari a 9 miliardi di dollari dopo la privatizzazione.
Estenssoro rimase come amministratore delegato e semplificò ulteriormente la società, espandendola al di fuori dell'Argentina, acquisendo la Maxus Energy Corporation di Dallas per 740 milioni di dollari nel 1995. Estenssoro morì in un incidente aereo in Ecuador, dove la Maxus manteneva dei pozzi, nel maggio dello stesso anno. La sua politica di elevati investimenti in esplorazione fu mantenuta dal suo successore, Nells León, e le riserve aumentarono del 50%, mentre la produzione passò da 109 milioni di barili nel 1993 al record di 190 milioni nel 1998, 32 milioni dei quali furono prodotti dalle operazioni della Maxus in Ecuador e altrove.

### L'acquisizione Repsol
Il primo passo di questo processo di privatizzazione è stato il cambiamento della forma societaria di YPF (che era una società statale) in una società per azioni (YPF S.A.). Nel 1993 lo Stato deteneva il 20% delle azioni e la golden share, mentre il 12% rimaneva nelle mani delle province. Il settore privato deteneva il 46% del pacchetto azionario, composto da banche e fondi di investimento di vari Paesi. Nel 1998, il settore privato possedeva quasi il 75% delle azioni, anche se lo Stato manteneva la golden share.
La privatizzazione è culminata nel 1999, quando lo Stato argentino ha venduto il 14,99% delle azioni di YPF a Repsol; l'operazione è costata alla compagnia petrolifera spagnola 13.437 milioni di euro e ha permesso a Repsol YPF di diventare l'ottavo produttore di petrolio e la quindicesima compagnia energetica del mondo. YPF rappresenterà il 40% delle riserve della nuova azienda e oltre il 50% della sua produzione.
Il Gruppo Petersen (proprietà della famiglia Eskenazi di Buenos Aires) è entrato in partnership con Repsol nel 2007 acquisendo una quota del 15% di YPF. Il 4 maggio 2011 Petersen ha acquistato un altro 10% della società per 1,3 miliardi di dollari. La maggioranza delle azioni dell'azienda (58%) è rimasta sotto il controllo di Repsol, mentre il 16% è rimasto in portafogli privati; il governo argentino ha mantenuto la golden share. Nel 2014 Repsol è uscita dal mercato argentino, cedendo la sua partecipazione in YPF.

### La parziale rinazionalizzazione

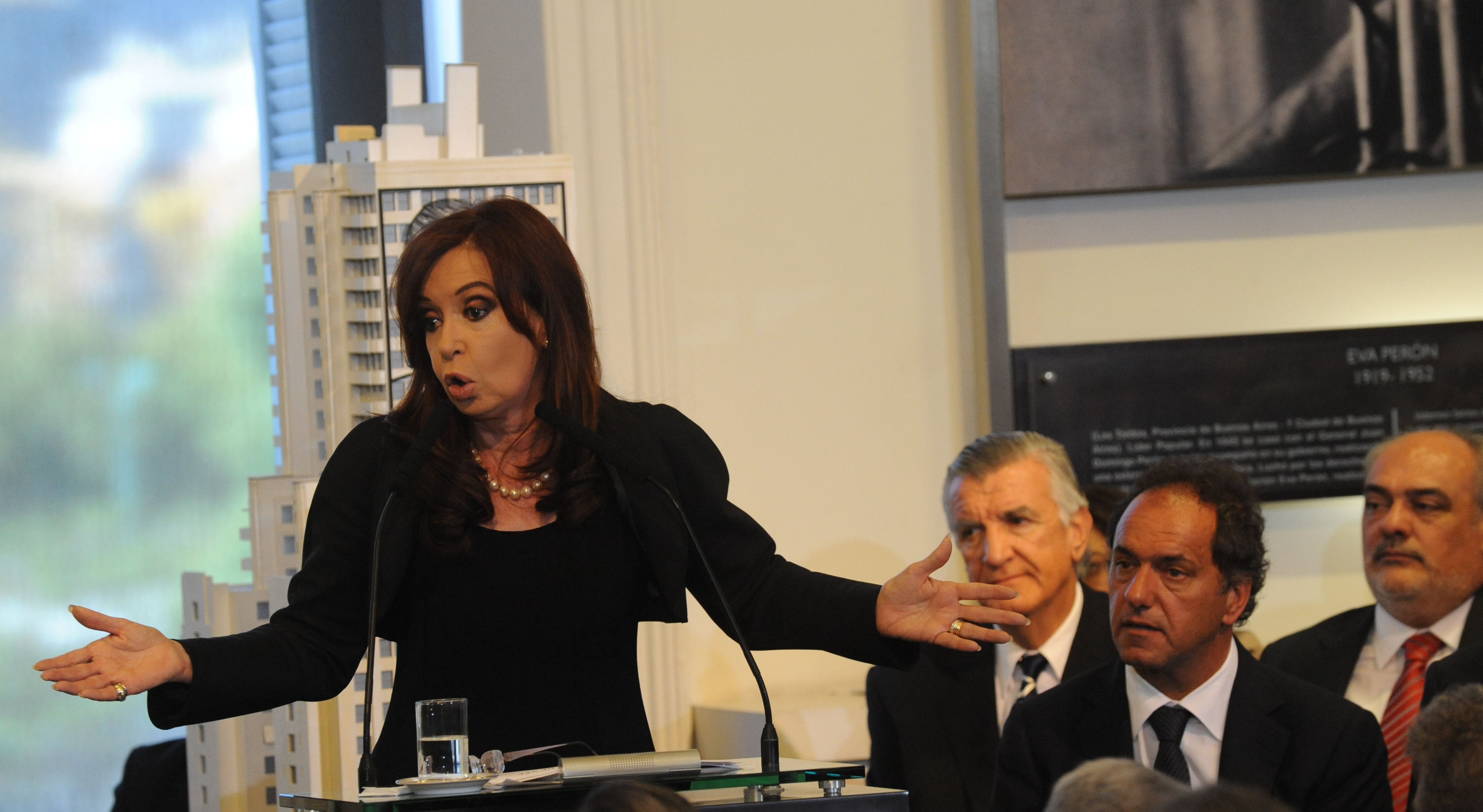
La presidente argentina Cristina Fernández de Kirchner mentre annuncia la nazionalizzazione di YPF.

Nel 2011 il commercio energetico internazionale argentino ha registrato uno squilibrio di 3 miliardi di dollari, il primo dato negativo dal 1987, e i rapporti tra YPF e il governo sono diventati difficili. Gli investimenti in esplorazione di YPF, in percentuale dei profitti, sono stati di gran lunga inferiori a quelli della maggior parte delle altre filiali di Repsol. Gli analisti di mercato e Repsol hanno attribuito il declino dell'esplorazione e della produzione ai controlli governativi sulle esportazioni e sull'assegnazione dei permessi di prospezione, nonché ai controlli sui prezzi di petrolio e gas nazionali. I rischi politici e gli interventi governativi, tra cui il controllo dei prezzi, hanno scoraggiato gli investimenti stranieri nella produzione di petrolio in America Latina in generale. La presidente Cristina Fernández de Kirchner ha sollevato spesso il problema di YPF nei discorsi tenuti nel marzo 2012, sostenendo che gli investimenti insufficienti e i dividendi eccessivi dell'azienda avevano causato un calo della produzione. I governatori di sei province produttrici di combustibili fossili hanno successivamente revocato i contratti di locazione di YPF, che rappresentano un quinto della produzione di petrolio.
Citando il gigante petrolifero brasiliano Petrobras come esempio, il 16 aprile 2012 la presidente ha annunciato l'introduzione di un disegno di legge per la rinazionalizzazione di YPF: il governo nazionale avrebbe acquistato una quota di controllo del 51%, mentre dieci governi provinciali avrebbero ricevuto il restante 49%. Il ministro della Pianificazione Julio de Vido è stato nominato a capo del commissariamento federale, in sostituzione dell'amministratore delegato Sebastián Eskenazi. L'amministratore delegato di Repsol YPF Antonio Brufau, il primo ministro spagnolo Mariano Rajoy e altri funzionari spagnoli si sono opposti alla nazionalizzazione, accusando il governo argentino di aver fatto crollare le azioni di YPF prima dell'annuncio (il prezzo di mercato delle azioni è sceso di oltre la metà da febbraio ad aprile). Il ministro dell'Economia Hernán Lorenzino sostenne a sua volta che la spoliazione di YPF aveva finanziato l'espansione di Repsol in altre parti del mondo.

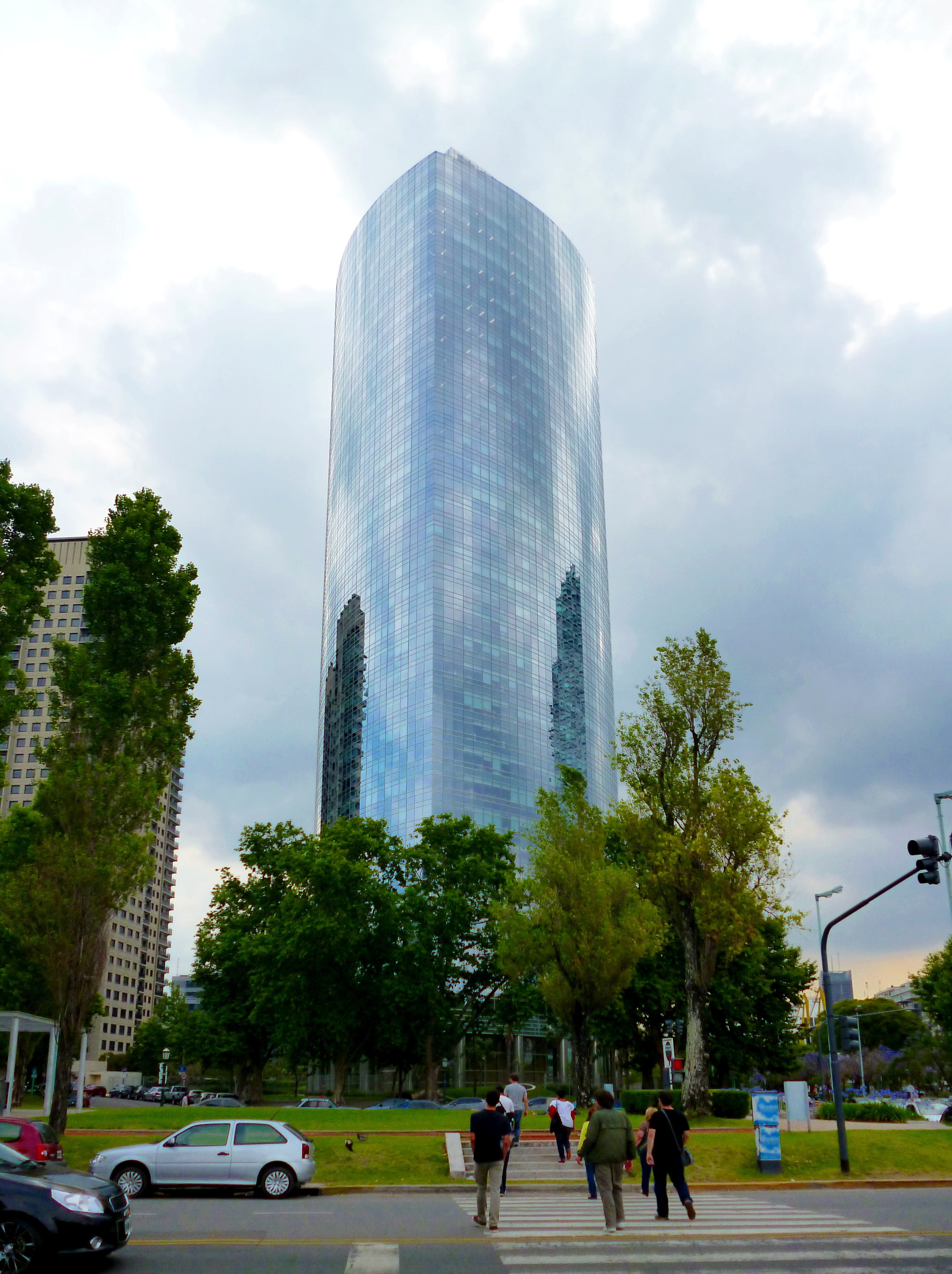
La Torre YPF, sede della compagnia, a Buenos Aires.

L'azienda petrolifera statale cinese Sinopec sarebbe stata in trattativa per rilevare la quota di Repsol in YPF, un accordo potenzialmente vanificato dall'annuncio argentino. Sia le azioni di Repsol che quelle di YPF sono scese bruscamente prima e dopo l'annuncio, e il costo dell'assicurazione dei titoli di Stato argentini contro l'insolvenza è aumentato, così come quello della Spagna. Il presidente di Repsol, Brufau, ha stimato in 5,7 miliardi di euro (7,5 miliardi di dollari) la potenziale perdita della società.
Il maggiore azionista di minoranza, il Gruppo Petersen, aveva finanziato l'acquisto iniziale del 15% delle azioni con un prestito di Repsol per 1,5 miliardi di euro. L'accordo del 2008 prevedeva che Repsol riacquistasse le azioni possedute dal Gruppo e si facesse carico del prestito nel caso in cui l'azienda spagnola avesse perso il controllo di maggioranza di YPF. Eskenazi ha tuttavia indicato che il gruppo avrebbe rinunciato a questa opzione.
Il Senato argentino ha approvato l'acquisizione il 26 aprile con 63 voti a favore, 3 contrari e 4 astensioni. La Camera dei Deputati ha a sua volta approvato la legge il 4 maggio con 208 voti su 257 e 6 astensioni. Il presidente ha firmato la rinazionalizzazione in legge il 5 maggio. Miguel Galluccio, un ingegnere petrolifero argentino con esperienza sia alla YPF che alla Schlumberger, leader dei servizi petroliferi, come presidente della sua divisione di gestione della produzione a Londra, è stato nominato amministratore delegato.
Il viceministro dell'Economia argentino Axel Kicillof ha respinto le richieste iniziali di Repsol di pagare 10,5 miliardi di dollari per una quota del 57% di YPF (lo Stato voleva il 51%), adducendo debiti per quasi 9 miliardi di dollari. Il valore contabile di YPF era di 4,4 miliardi di dollari alla fine del 2011, mentre la sua capitalizzazione di mercato totale il giorno dell'annuncio era di 10,4 miliardi di dollari. I funzionari di Repsol hanno sottoposto la questione all'arbitrato della Banca Mondiale ICISD. Il governo argentino e Repsol hanno raggiunto un accordo di principio sulla compensazione nel novembre 2013 e il 25 febbraio 2014 Repsol ha annunciato l'accordo finale secondo cui il governo argentino avrebbe fornito a Repsol obbligazioni garantite del governo argentino con scadenze diverse, il cui importo nominale variava per assicurare che Repsol avrebbe effettivamente ricevuto 5 miliardi di dollari come compensazione per il 51% di YPF nazionalizzato.
Nel novembre 2012 YPF ha inoltre acquisito una partecipazione di controllo in Metrogas (il più grande distributore di gas del Paese). Il 16 luglio 2013 è stata firmata una joint venture esplorativa per lo sviluppo di tight oil e shale gas nel giacimento di Vaca Muerta con Chevron Corporation. Dopo la rinazionalizzazione, i livelli di investimento di YPF, in rapida crescita, sono stati finanziati principalmente attraverso finanziamenti interni, da parte di Chevron, e con l'emissione periodica di obbligazioni societarie ad alto rendimento. Queste emissioni obbligazionarie sono state portate a 1,5 miliardi di dollari per serie nell'aprile 2015, in seguito all'aumento della domanda fino a 4 miliardi di dollari.
Nel dicembre 2019, il neo eletto presidente Alberto Fernández, ha posto Guillermo Nielsen a capo di YPF. Nielsen è stato sostituito da Pablo Gerardo González nel gennaio 2021.

## L'azienda
Alla fine del 2012, YPF possedeva una rete di oltre 1.600 stazioni di servizio in Argentina e ventisei blocchi di esplorazione onshore e offshore per un totale di 148.000 chilometri quadrati. Le sue operazioni in novantuno aree di produzione erano situate nei bacini di Neuquén, del golfo San Jorge, del Cuyo, del Nordovest e quello Australe. La società dispone di tre raffinerie in Argentina: a La Plata (provincia di Buenos Aires), Luján de Cuyo (provincia di Mendoza) e Plaza Huincul (provincia di Neuquén), oltre a una partecipazione del 50% nell'impianto industriale Refinor nella provincia di Salta. Nella produzione petrolchimica, possiede i complessi industriali di Ensenada (provincia di Buenos Aires) e Plaza Huincul a Neuquén. L'azienda detiene inoltre una partecipazione del 50% nella società di fertilizzanti azotati Profertil, che ha avviato la produzione di urea granulare e ammoniaca all'inizio del 2001, dopo aver completato la costruzione del suo impianto. 2021
Nell'aprile 2017, YPF ha annunciato la prima installazione di duecento stazioni di ricarica rapida per veicoli elettrici in 110 delle sue stazioni di servizio. È la prima compagnia energetica nel Paese ad offrire questo servizio.

### Succursali
Nel 2012 è stata annunciata la creazione di Y-TEC (YPF Tecnología), una società tecnologica nel settore del petrolio e del gas, di proprietà di YPF (51%) e CONICET (49%). La sede dell'azienda si trova nella città di Berisso, vicino alla raffineria della compagnia petrolifera.
Nel giugno 2018, il consiglio di amministrazione di YPF annuncia la creazione di YPF Luz, che gestisce la generazione di energia termica a Tucumán, Neuquén e La Plata e la generazione di energia eolica alle province di Chubut e Santa Cruz.
Nel giugno 2021 è stata creata la società YPF Litio S.A., dedicata all'industrializzazione di questo minerale per la produzione di batterie per veicoli elettrici.